# Skagit Range
Die Skagit Range ist ein Gebirgszug in der Kaskadenkette  im Südwesten des kanadischen Bundesstaates British Columbia und im Nordwesten des US-Bundesstaates Washington, welche in Kanada als Canadian Cascades oder – offiziell – als Cascade Mountains bezeichnet werden. Die Skagit Range liegt westlich des Skagit River und östlich und nördlich des Chilliwack River und flankiert die Region des Upper Fraser Valley im Lower Mainland von British Columbia.
Unter den drei Teilketten der Canadian Cascades – Skagit, Hozameen und Okanagan Range – ist die Skagit Range die mit dem am stärksten ausgeprägten Gebirgscharakter. Sie verläuft nordwärts bis zum Fraser River; gelegentlich wird sie lokal anders benannt. Die Hope Mountains sowie die „Anderson River Group“ sind einerseits von der Hauptkette der Skagit Range durch jeweils eigene natürliche Grenzen getrennt, andererseits vom Charakter her ähnlich.

## Geographie
Nach Fred Beckey gibt es abweichende Meinungen über die Namen und die Lage der Teilketten der Northern Cascades, insbesondere unter kanadischen und US-amerikanischen Geographen. Die frühen Geologen und Topographen hatten jedoch grundlegende Übereinstimmungen darüber. Die Skagit Range wurde als gebirgige Gebiet zwischen Skagit River und Fraser River angesehen. Jüngere kanadische Karten zeigen die Skagit Range als im Westen vom Tal von Sumallo River und Nicolum River begrenzt und sich nordwärts entlang der Ostseite des Coquihalla River ausdehnend.:185–186, 270
BCGNIS definiert die Skagit Range einfach als „westlich des Skagit River, erstreckt sich bis in die USA“. Die USGS definiert die Kette in ihrer GNIS-Datenbank mit einem einzigen Punkt (48° 56′ N, 121° 34′ W) nördlich des Granite Mountain. Peakbagger.com definiert die Skagit Range als große und nicht komplett gebirgige Region, die vom Fraser River im Norden, dem Skagit River im Süden und Osten und der Strait of Georgia im Westen sowie dem Nicolum River und dem Sumallo River im Nordosten begrenzt wird. Diese Definition schließt ein nicht unerhebliches Gebiet ohne Berge ein, namentlich entlang des Fraser River und nahe der Küste.
Zu den Teilketten gehören die Cheam Range, auch als die Four Brothers bekannt, sowie die Picket Range.

### Gipfel

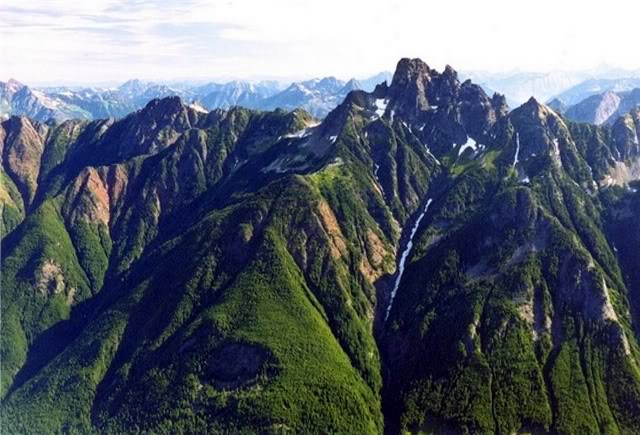
Der Slesse Mountain vom Mount Larrabee aus

- Hope Mountain – 6.050 ft (1.844 m) – 49° 21′ N, 121° 25′ W[5]
- Mount Barr – 6.257 ft (1.907 m) – 49° 16′ N, 121° 34′ W[6]
- Cheam Peak – 6.903 ft (2.104 m) – 49° 11′ N, 121° 41′ W[7]
- Slesse Mountain – 7.969 ft (2.429 m) – 49° 2′ N, 121° 36′ W[8]
- Canadian Border Peak – 7.470 ft (2.277 m) – 49° 0′ N, 121° 41′ W[9]
- American Border Peak – 7.992 ft (2.436 m) – 49° 0′ N, 121° 40′ W[10]
- Mount Larrabee – 7.821 ft (2.384 m) – 48° 59′ N, 121° 39′ W[11]